# جيم هولمز
جيم هولمز (بالإنجليزية: Jim Holmes)‏ (8 ديسمبر 1955 المملكة المتحدة - ) هو لاعب كرة قدم بريطاني.